# Ademir Andrade
Ademir Galvão Andrade (Milagres, 19 de julho de 1950) é um engenheiro, economista e político brasileiro que foi deputado estadual no Pará e deputado federal e senador pelo mesmo estado.

## Primeiros anos
Nascido na Bahia filho de José dos Santos Andrade e de Edna Quadros Galvão, formou-se em engenharia civil pela Escola Politécnica da Universidade Federal da Bahia e em economia pela Universidade Católica de Salvador, ambos em 1973.
Como engenheiro civil, trabalhou na construção da Usina Hidrelétrica de Tucuruí, no Pará, entre 1974 e 1976.

## Carreira política
Iniciou a carreira política filiando-se ao MDB em 1976, sendo eleito deputado estadual em novembro de 1978. Com o fim do bipartidarismo, filiou-se ao PMDB, sendo eleito deputado federal em 1982.
Votou a favor da Emenda Dante de Oliveira, que estabelecia eleições diretas para presidente da República, em 1984, e em Tancredo Neves no Colégio Eleitoral de 1985. Em novembro de 1986, foi reeleito deputado federal, agora constituinte. Em 1987 desligou-se do PMDB e filiou-se ao PSB, sendo líder do partido na assembleia constituinte.
Em 1990, foi derrotado na eleição ao Senado por Fernando Coutinho Jorge, do PMDB. Em 1992, perdeu a eleição para prefeito de Belém para o ex-governador Hélio Gueiros, do PFL.

### No Senado
Em 1994, foi eleito senador pelo PSB, na coligação com PC do B, PDT, PSDB, PFL, PTB, PSD e PCB, tendo como reduto eleitoral Tucuruí e municípios ao sul do Pará. Foi contrário à privatização da Companhia Vale do Rio Doce, organizando ato público em Belém, em novembro de 1996, contra a proposta.
Criticou Fernando Henrique Cardoso e sua política de reforma agrária. Defendeu o investimento em estradas e energia no Pará, possibilitando a industrialização, como solução aos problemas agrários no estado.
Em outubro de 1998, concorreu ao governo do Pará, mas foi derrotado para o governador então reeleito Almir Gabriel.
Quando era senador, apresentou a Proposta de Emenda Constitucional (PEC) em apresentada em 1999. Ela propõe nova redação ao Art. 243 da Constituição Federal, que trata do confisco de propriedades em que forem encontradas lavouras de plantas psicotrópicas ilegais, como a maconha. A nova proposta estende a expropriação sem direito à indenização - também para casos de exploração de mão-de-obra análoga à escravidão. Esta proposta recebeu a identificação de PEC 438/2001. Esta proposta encontra-se em análise no Senado Federal, após aprovação na Câmara dos Deputados em maio de 2012.

### Após o mandato
Entre 2003 e 2006 foi presidente da Companhia Docas do Pará. Em abril de 2006, foi preso pela Polícia Federal acusado de desviar verbas da companhia, sendo indiciados ele e mais 43 pessoas, acusadas de desvio de recursos de 42 milhões de reais, acusação que o ex-senador tachou de mentirosa e sem fundamento. Concorreu em outubro do mesmo ano a deputado federal, sem sucesso.

### Na Câmara Municipal de Belém
Em 2008 foi eleito vereador do município de Belém.

## Referência bibliográfica
- ABREU, Alzira Alves de (coord.) Dicionário histórico-biográfico brasileiro pós-1930. Rio de Janeiro: Editora FGV, ed. rev. e atual., 2001.